# پالونوسترون
پالونوسترون(به انگلیسی: Palonosetron) (INN، با نام تجاری Aloxi ) یک آنتاگونیست 5-HT3 است که در پیشگیری و درمان تهوع و استفراغ ناشی از شیمی درمانی (CINV) استفاده می‌شود. این دارو برای کنترل CINV تأخیری—حالت تهوع و استفراغ استفاده می‌شود و داده‌های آزمایشی وجود دارد که نشان می‌دهد ممکن است موثرتر از گرانیسترون باشد.
پالونوسترون به صورت داخل وریدی، به صورت یک دوز، ۳۰ دقیقه قبل از شیمی درمانی، یا به صورت کپسول خوراکی تنها یک ساعت قبل از شیمی درمانی تجویز می‌شود. مدت زمان اثرگذاری آن نسبت به سایر آنتاگونیست‌های 5-HT3 بیشتر است. شکل خوراکی این دارو در ۲۲ آگوست ۲۰۰۸ تنها برای پیشگیری از CINV حاد تأیید شد، زیرا یک آزمایش بالینی بزرگ نشان داد که مصرف خوراکی آن نمی‌تواند به اندازه استفاده وریدی در برابر CINV تأخیری موثر باشد. 
ترکیب خوراکی netupitant/palonosetron برای هر دو حالت CINV حاد و تأخیری تأیید شده‌است.